# François Deydier

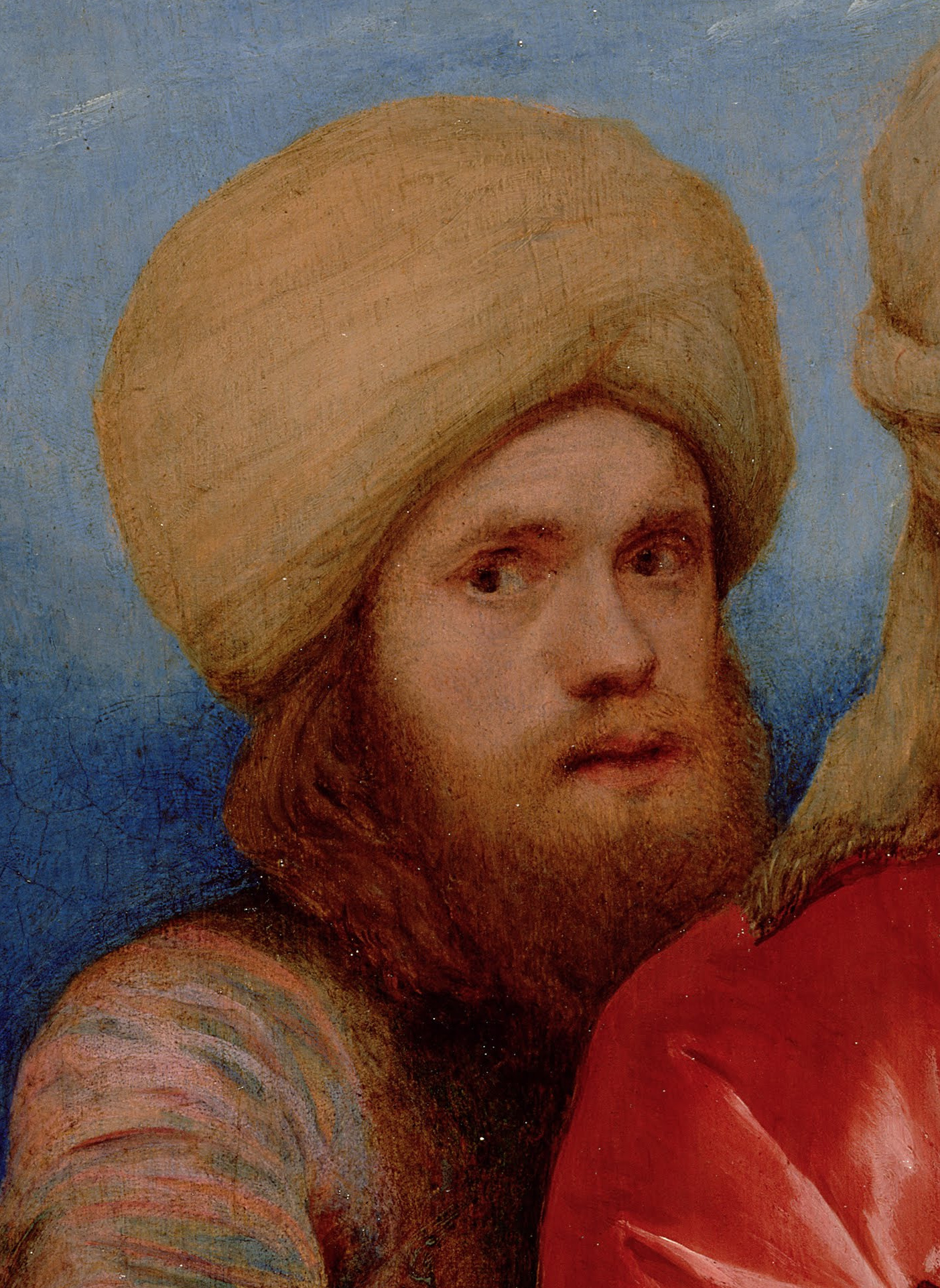
Deydier op het dubbelportret door Michiel Sweerts (detail)

François Deydier (Toulon, 2 mei 1637 - Kesat (Vietnam), 11 juli 1693) was een Franse jezuïetenmissionaris.

## Leven
Hij was doctor in de theologie en werd priester gewijd van de buitenlandse missies van Parijs in 1657. De schilder Michiel Sweerts, die zich aansloot als lekenbroeder, volgde bij Deydier een missie-opleiding in Frankrijk. Omstreeks 1660-1662 maakte hij een dubbelportret van Deydier met een onbekende man, beiden in tulband.
In 1679 werd Deydier benoemd tot vicaris-generaal in het protectoraat Tonkin en vergezelde hij Pierre Lambert de La Motte en François Pallu daarheen. Hij werd vanaf 1682 bisschop van het oostelijke deel van Tonkin, waar hij ook overleed.